# ميغيل ساندوفال (ملحن)
ميغيل ساندوفال (بالإسبانية: Miguel Sandoval)‏ هو ملحن غواتيمالي، ولد في 22 نوفمبر 1903 في Guazacapán ‏ في غواتيمالا، وتوفي في 24 أغسطس 1953 في نيويورك في الولايات المتحدة.

## وصلات خارجية
- ميغيل ساندوفال على موقع ميوزك برينز (الإنجليزية)
- ميغيل ساندوفال على موقع ديسكوغز (الإنجليزية)